# Saint-Victor (Allier)
Saint-Victor is een gemeente in het Franse departement Allier in de regio Auvergne-Rhône-Alpes en maakt deel uit van het arrondissement Montluçon. De gemeente telde 2.078 inwoners op 1 januari 2022.2.078 inwoners. 

## Geografie
De oppervlakte van Saint-Victor bedraagt 23,22 vierkante kilometer; Op 1 januari 2022 was de bevolkingsdichtheid 89,5 inwoners per km².
De onderstaande kaart toont de ligging van Saint-Victor  met de belangrijkste infrastructuur en aangrenzende gemeenten.

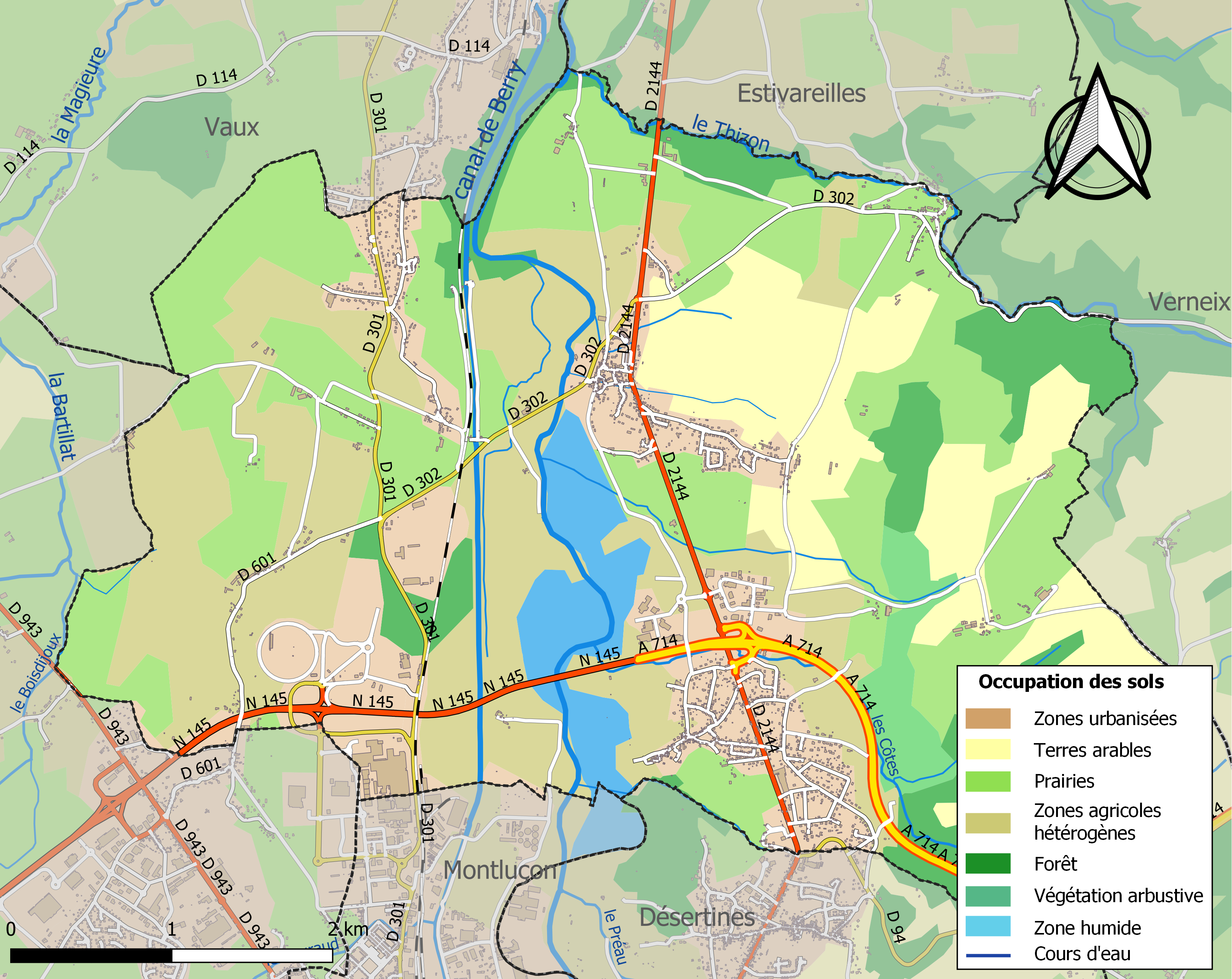

## Demografie
Onderstaande figuur toont het verloop van het inwonertal.
Vanwege een beveiligingsprobleem met de MediaWiki Graph-software is het momenteel niet mogelijk deze grafiek weer te geven. Zodra de software is bijgewerkt zal de grafiek vanzelf weer zichtbaar worden.